# Schlumbergera truncata
Schlumbergera truncata, também conhecida como flor de maio, é uma cactácea epífita originária do Brasil, na Serra dos Órgãos e Serra do Mar. Tem cerca de 30 cm de altura e não apresenta espinhos. Seus nomes populares são flor-de-maio, cacto-de-natal, cacto-de-páscoa, flor-de-seda. Seu ciclo de vida é perene. Floresce em maio. As flores medem até 8 cm, em tons de rosa, branco, laranja e vermelho. O caule é formado por vários artículos que podem ser destacados para formar novas plantas.
Um solo bem drenado e fértil, adubação mensal sem que encoste na planta ajuda no desenvolvimento da planta, assim como também uma sombra parcial com boa luminosidade.
.

## Sinonímia
- Epiphyllum truncatum Pfeiff.
- Zygocactus truncatum K.Schum.